# L'angoisse est le vertige de la liberté
L'angoisse est le vertige de la liberté (titre original : Anxiety Is the Dizziness of Freedom) est un roman court de science-fiction écrit par Ted Chiang et paru en 2019 dans le recueil Expiration traduit en français et paru en 2020. Une version abrégée de la nouvelle a été publiée sous le titre Better Versions of You dans le supplément littéraire du New York Times.

## Résumé
Dans un avenir proche, les avancées en mécanique quantique et en technologie informatique ont permis de découvrir des réalités parallèles et d'inventer un dispositif qui crée ces réalités parallèles selon la théorie d'Everett. Ces appareils effectuent une seule mesure quantique, qui correspond à l'un des deux états quantiques, puis affichent une lumière rouge ou bleue en fonction du résultat de cette mesure. Cela crée deux lignes temporelles différentes, initialement identiques à l'exception de la couleur des lumières, mais qui divergent au fil du temps en raison de l'effet papillon de la théorie du chaos. Le dispositif permet également la communication entre ces deux chronologies parallèles, permettant à l'utilisateur de voir ce qui est différent et aurait pu l'être pour lui (par exemple, s'il avait décidé de faire un choix particulier selon que la couleur affichée soit rouge ou bleue). La capacité d’en apprendre davantage sur des chronologies alternatives provoque des crises existentielles pour de nombreuses personnes : « certains affirment que cette interprétation rend nos décisions dénuées de sens, parce que, quoi que vous fassiez, il existe toujours un autre univers où vous faites le choix contraire, annulant ainsi le poids moral de votre décision »
L'histoire est racontée du point de vue de deux femmes : Nat, qui travaille dans un magasin vendant des appareils d'accès à une réalité parallèle, et Dana, une psychologue qui soigne des personnes aux prises avec cette nouvelle technologie. Nat a pris part à une escroquerie mise en place par le directeur du magasin dans lequel elle travaille : elle assiste à des séances de thérapie de groupe données par la psychologue Dana, avec le motif caché d'essayer de convaincre un autre participant des séances de lui vendre son appareil car il pourrait être ensuite revendu très cher.

## Accueil

### Critique
Selon une critique dans The Nation, L'angoisse est le vertige de la liberté est la nouvelle du recueil Expiration « la plus farfelue et la plus drôle ». Pour Matt Axvig, dans une critique parue dans Veritas Journal, Ted Chiang « repense la liberté pour les temps modernes ».

### Distinctions
L'angoisse est le vertige de la liberté a été finaliste du prix Hugo du meilleur roman court 2020, du prix Locus du meilleur roman court 2020 ainsi que du prix Nebula du meilleur roman court 2019.